# Лауха ан дер Унструт
Лауха ан дер Унструт (њем. Laucha an der Unstrut) град је у њемачкој савезној држави Саксонија-Анхалт. Једно је од 43 општинска средишта округа Бургенланд. Према процјени из 2010. у граду је живјело 3.241 становника. Посједује регионалну шифру (AGS) 15084285.

## Географски и демографски подаци
Лауха ан дер Унструт се налази у савезној држави Саксонија-Анхалт у округу Бургенланд. Град се налази на надморској висини од 110 метара. Површина општине износи 31,1 km². У самом граду је, према процјени из 2010. године, живјело 3.241 становника. Просјечна густина становништва износи 104 становника/km².

## Међународна сарадња
| Мјесто | Држава   | Врста сарадње | Од    |
| ------ | -------- | ------------- | ----- |
|        | Словачка | пријатељство  | 1985. |
| Извор  |          |               |       |